# Fundació Toni Catany

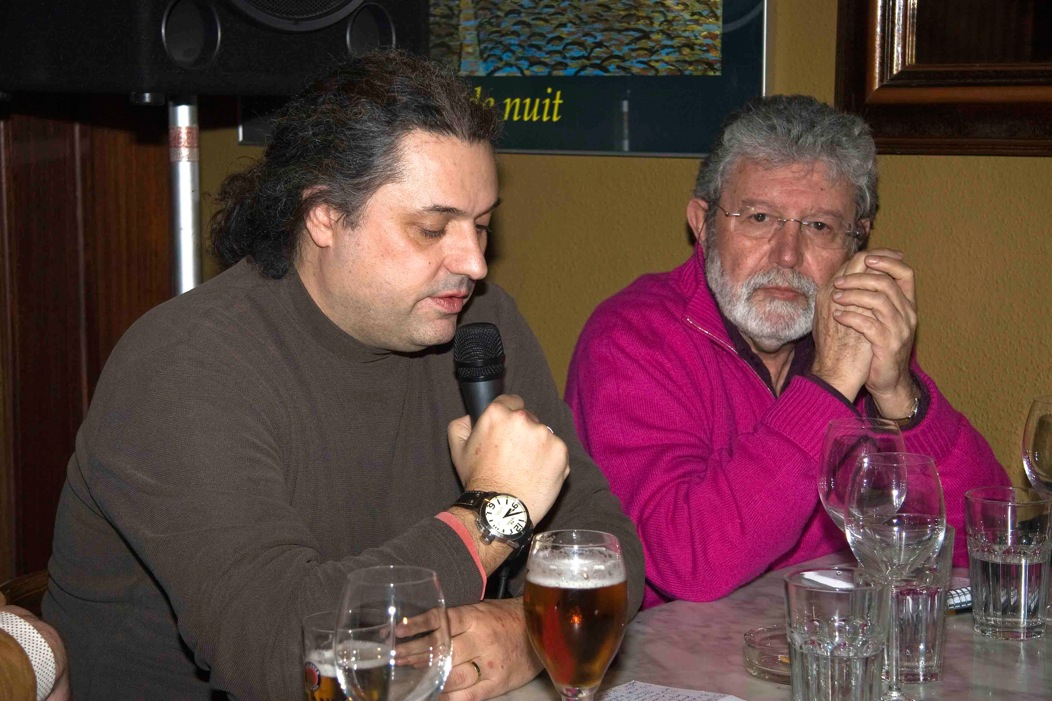
Miquel Bezares (esq.) i Toni Catany (dr.)

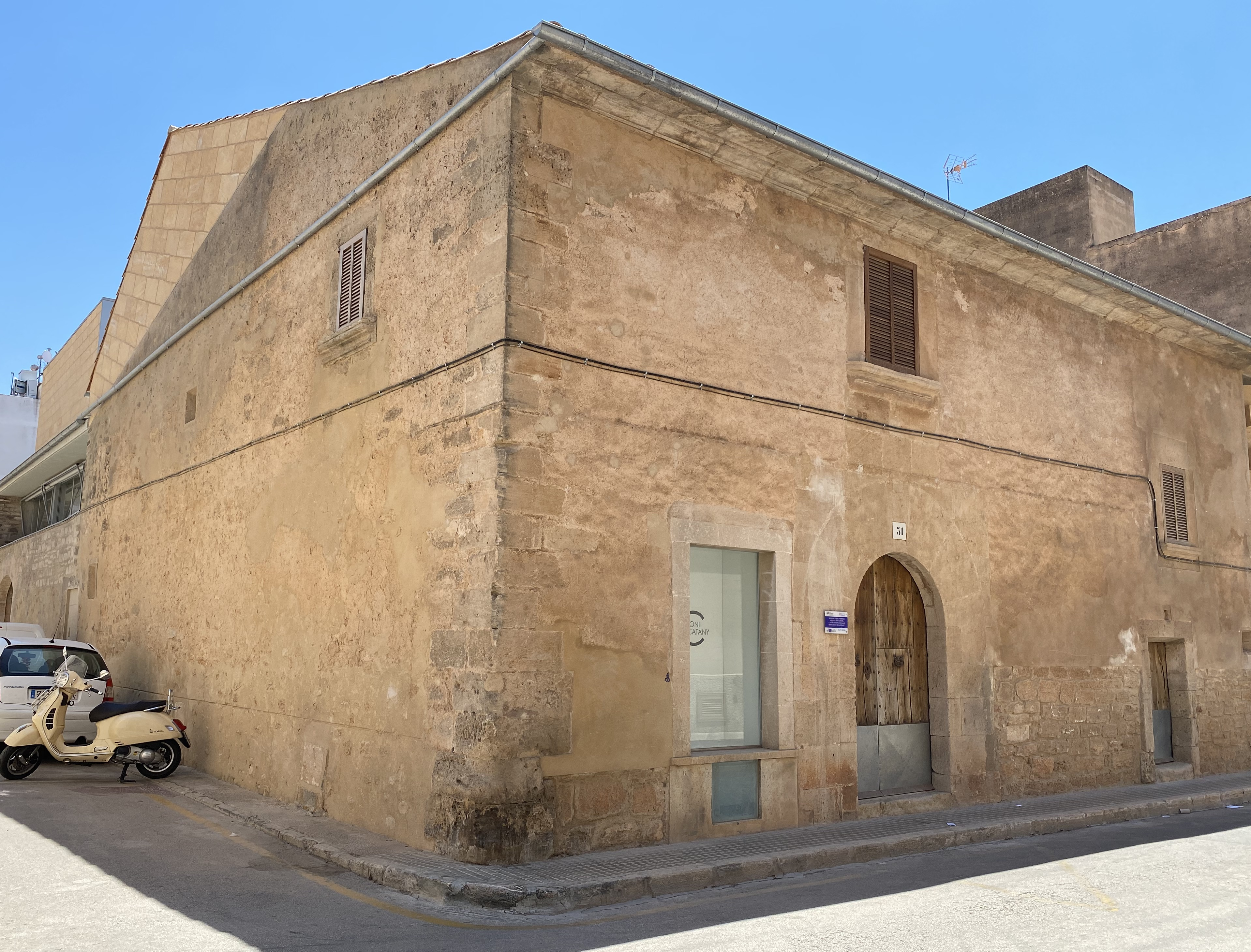
Seu de la Fundació Toni Catany a Llucjamor

La Fundació Toni Catany és una fundació cultural privada, creada el 10 de juliol de 2014 a Llucmajor, Mallorca, que té les següents finalitats:
1. Catalogar, conservar, estudiar, defensar, prestigiar i difondre el llegat artístic i fotogràfic de Toni Catany (1942-2013).
2. Col·laborar amb les institucions públiques en la creació i la gestió d'un centre internacional de fotografia, amb seu a Llucmajor, amb vocació d'esdevenir un organisme actiu amb projecció local i global per al foment de la cultura fotogràfica i per al coneixement i la difusió de l'obra de Toni Catany.
3. Acostar al públic en general l'obra de Toni Catany, per a la qual cosa la Fundació gestiona els drets d'autor que generi l'obra de Toni Catany, i posa a la venda còpies de la part d'aquesta obra que sigui susceptible de comercialització.
4. Col·laborar amb institucions públiques i entitats privades per al foment de la cultura fotogràfica i per potenciar les Illes Balears com a lloc de trobada de qualsevol expressió artística o cultural.[1]

## Patronat
El patronat inicial de la Fundació és format per:
- Miquel Bezares, president
- Alain D'Hooghe, vicepresident
- Antoni Garau, director
- Sebastià Rubí, tresorer
- Lluís Segura, secretari
- Joana Font, vocal
- Maria del Mar Bonet, vocal

## Història

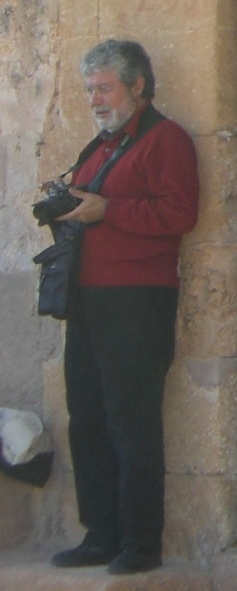
Toni Catany

A partir de l'any 2005, aproximadament, s'inicia el procés per a la materialització del que fou, als darrers anys de sa vida, el gran projecte de l'artista, la seva voluntat: la creació de la Fundació Toni Catany. La futura Fundació comptava, oficialment des de l'any 2007, amb l'impuls i la participació del Consell de Mallorca i de l'Ajuntament de Llucmajor, poble natal del fotògraf i seu principal de l'ens, i el procés per a la concreció d'un marc legal en què convergissin les voluntats del fotògraf i de les institucions públiques implicades s'havia completat quan els plens del Consell de Mallorca (23.12.2010) i de l'Ajuntament de Llucmajor (29.12.2010) n'aprovaren la creació, en tots dos casos per unanimitat de totes les forces polítiques, i en ratificaren uns estatuts consensuats per totes les parts.
Per a substanciar el projecte, l'artista es comprometia a aportar el seu patrimoni, entre el qual es compten milers de negatius i de còpies positivades obra del fotògraf, més de dues-centes fotografies d'altres autors, una col·lecció de càmeres de diverses èpoques, un extens fons bibliogràfic i la casa natal a Llucmajor. Per la seva banda, el Consell de Mallorca havia adquirit (l'any 2009, a càrrec de fons europeus) ja la casa del sacerdot i fotògraf Tomàs Monserrat, annexa a la de Toni Catany, i l'Institut de Turisme d'Espanya havia transferit 4,3 milions d'euros al Govern de les Illes Balears, amb caràcter finalista, i per tal que fossin al seu temps transferits al Consell de Mallorca per a l'execució del projecte.
Amb l'inici de la VIII legislatura a les Illes Balears, el procés pateix un alentiment motivat, entre altres qüestions, per la crisi econòmica i pels problemes de liquiditat que afecten les institucions, en especial el Consell de Mallorca. Així i tot, i atès que els diners per a la constitució i creació de la Fundació eren existents i havien estat transferits al govern de les Illes, l'artista rep, un cop expressada la seva preocupació per l'aparent paràlisi en què havia entrat el procés, el compromís de la presidència del Consell de Mallorca d'activar, tan aviat com fos possible i la situació econòmica ho permetés, l'execució del projecte i l'exigència al Govern de la transferència dels fons estatutaris al Consell.
Toni Catany decideix, al juny de 2013 (quatre mesos abans de la seva mort) comunicar al Consell de Mallorca que la constitució de la Fundació haurà d'esperar que els diners per a la seva materialització siguin, finalment, a l'abast del Consell. D'una banda, la decisió del fotògraf respon a la necessitat d'assegurar-se una casa habitable a Llucmajor mentre espera que es materialitzi la Fundació, i per això projecta la rehabilitació del seu immoble, en la previsió d'adaptació i integració, en el futur, i quan es reuneixin les condicions per a la constitució de la fundació, amb el projecte i la construcció de la seva seu principal, i amb l'annexió a la casa de Tomàs Montserrat. En una carta adreçada al conseller de cultura i vicepresident del Consell de Mallorca, datada el 26 de juny, Catany expressa la seva decepció, les seves intencions, i així mateix el manteniment de la seva voluntat, quan escriu “Els meus objectius, pel que fa a garantir la integritat del meu arxiu fotogràfic i per a ubicar-lo, sempre que sigui possible, al meu poble, es mantenen”. Per la seva banda, el Consell sol·licita al Govern espanyol una pròrroga per a disposar dels fons per al projecte (ingressats a la caixa única del govern de les Illes al final de la legislatura anterior) i aquest la concedeix casualment quatre dies després de la mort de l'artista, tot ampliant el període d'execució de les actuacions previstes fins al final de l'any 2016.
Els darrers anys de la vida de l'artista, mentre treballa amb els seus col·laboradors en la futura Fundació, continua sent, tanmateix, un creador incansable. Les seves obres continuen exposant-se a Madrid, a la Box Galerie de Brussel·les, a Barcelona o a Mallorca, per posar només uns exemples; el Museu del Baluard adquireix per al seu fons algunes de les seves fotografies, i es manté sempre actiu en la recerca de nous projectes i de noves imatges per a substanciar-los. Quan el 14 d'octubre de 2013 mor, sobtadament, a Barcelona, es troba preparant la que serà una exposició pòstuma a la galeria Trama de la ciutat comtal, que porta per títol Altars profans.
El dia 10 de juliol de 2014, Toni Garau i Miquel Bezares, en qualitat de marmessors del llegat de Toni Catany, i en compliment de la voluntat expressada al seu testament pel fotògraf, constitueixen davant de la notària de Llucmajor la Fundació Toni Catany, persona jurídica que ha de representar, legítimament, a partir d'aquest moment l'artista desaparegut davant de les institucions implicades i compromeses en el projecte d'un Centre Internacional de Fotografia des dels seus inicis, perquè el resultat final sigui l'assoliment d'un espai que esdevengui, per a les Illes i per a Llucmajor, la ciutat natal de l'artista, un benefici de caràcter cultural coherent amb la importància que, per al patrimoni artístic del país, té l'obra del fotògraf llucmajorer.